# Trichoblemma lophophora
Trichoblemma lophophora är en fjärilsart som beskrevs av George Francis Hampson 1894. Trichoblemma lophophora ingår i släktet Trichoblemma och familjen nattflyn. Inga underarter finns listade i Catalogue of Life.